# Piana della Tresca
La Piana della Tresca è una località di montagna in provincia di Trento, nei pressi di passo Feudo.
È un pianoro di circa un ettaro di estensione, a 2.100 m di quota. La zona è meta turistica, ed è utilizzata come campeggio libero; costituisce un buon punto di partenza per raggiungere il vicino Monte Agnello.
La zona presenta diverse attrezzature per il turismo invernale. In particolare, vi arriva una seggiovia che serve una pista di sci (pista Agnello), ed è presente una stazione meteorologica per i rilievi nivometrici e la prevenzione delle valanghe.
Nei pressi del pianoro sorgono i ripetitori televisivi di Doss Cappello.